# 亚历山大·尼基托维奇·沃尔科夫
亚历山大·尼基托维奇·沃尔科夫（俄语：Александр Никитович Волков；1929年3月25日—2005年12月7日）是苏联军事将领，空军元帅（1989年）。

## 生平
1929年生于苏联中央黑土地州瓦盧伊基（现别尔哥罗德州）。父亲是工程师，母亲是教师。1956年加入苏联共产党。
1948年加入苏联武装力量。1948年至1951年在恩格斯军事航空学校学习。1951年至1957年，在莫斯科军区远程航空兵轰炸机团服役，历任飞行员、高级飞行员、中队长等职务。1957年至1961年，在莫尼诺空军学院学习。1961年至1964年，历任莫斯科军区远程航空兵轰炸机团副大队长、大队长。1964年被转移到远程航空兵重型轰炸机团，历任副团长、团长。1969年至1971年，历任中亚军区远程航空兵重型轰炸机团团长、航空师师长。1971年至1973年，在总参谋部军事学院进修。1973年至1979年，历任莫斯科军区远程航空兵独立重型轰炸机第6军副军长、军长。1979年至1986年，担任军事运输航空兵司令。1986年升任空军副总司令。1987年至1990年，担任苏联民航部长。1989年晋升为空军元帅军衔。
2005年12月7日在莫斯科逝世，安葬于特罗耶库罗夫公墓。
荣获列宁勋章、红旗勋章、红星勋章和三级在苏联武装力量中为祖国服务勋章各一枚，奖章和纪念章多枚。1974年荣获“苏联功勋军事飞行员”荣誉称号。